# XIV Giochi asiatici
I XIV Giochi asiatici si disputarono a Pusan, in Corea del Sud, dal 29 settembre al 14 ottobre 2002.

## Comitati olimpici partecipanti
Hanno partecipato alla competizione 7 711 atleti in rappresentanza di tutti i 44 membri del Consiglio Olimpico d'Asia (OCA). Timor Est ha partecipato per la prima volta dopo aver ottenuto l'indipendenza dall'Indonesia e l'Afghanistan è ritornato a partecipare dopo che aveva interrotto i rapporti con l'avvento al potere dei Talebani.
- Afghanistan (44)
- Brunei (84)
- Bangladesh (63)
- Bhutan (20)
- Brunei (27)
- Cambogia (17)
- Cina (688)
- Taipei cinese (359)
- Timor Est (15)
- Hong Kong (218)
- India (356)
- Indonesia (102)
- Iran (151)
- Giappone (659)
- Giordania (23)
- Kazakistan (284)
- Kuwait (163)
- Kirghizistan (72)
- Laos (13)
- Libano (73)
- Macao (78)
- Malaysia (212)
- Maldive (23)
- Mongolia (181)
- Birmania (63)
- Nepal (50)
- Corea del Nord (184)
- Oman (42)
- Pakistan (141)
- Palestina (39)
- Filippine (220)
- Qatar (228)
- Arabia Saudita (69)
- Singapore (96)
- Corea del Sud (770) (Nazione ospitante)
- Sri Lanka (84)
- Siria (21)
- Tagikistan (43)
- Thailandia (267)
- Turkmenistan (47)
- Emirati Arabi Uniti (91)
- Uzbekistan (182)
- Vietnam (121)
- Yemen (42)

## Discipline sportive
Si sono svolti 419 eventi in 38 differenti discipline sportive. Il culturismo ha debuttato nella competizione continentale.
- Sport acquatici
  -  Nuoto sincronizzato (dettagli)
  -  Tuffi (dettagli)
  -  Nuoto (dettagli)
  -  Pallanuoto (dettagli)
- Atletica leggera (dettagli)
- Badminton (dettagli)
- Baseball (dettagli)
- Pallacanestro (dettagli)
- Biliardo (dettagli)
- Bowling (dettagli)
- Calcio (dettagli)
- Canoa/kayak (dettagli)
- Canottaggio (dettagli)
- Ciclismo
  -  Mountain bike (dettagli)
  -  Ciclismo su strada (dettagli)
  -  Ciclismo su pista (dettagli)

- Culturismo (dettagli)
- Equitazione (dettagli)
- Golf (dettagli)
- Ginnastica
  -  Ginnastica artistica (dettagli)
  -  Ginnastica ritmica (dettagli)
- Hockey su prato (dettagli)
- Judo (dettagli)
- Kabaddi (dettagli)
- Karate (dettagli)
- Lotta (dettagli)
- Pallamano (dettagli)
- Pallavolo
  -  Beach volley (dettagli)
  -  Pallavolo (dettagli)
- Pugilato (dettagli)
- Pentathlon moderno (dettagli)

- Rugby
  -  Rugby a 15 (dettagli)
  -  Rugby a 7 (dettagli)
- Sollevamento pesi (dettagli)
- Scherma (dettagli)
- Sepak takraw (dettagli)
- Softball (dettagli)
- Soft tennis (dettagli)
- Squash (dettagli)
- Tennistavolo (dettagli)
- Taekwondo (dettagli)
- Tennis (dettagli)
- Tiro (dettagli)
- Tiro con l'arco (dettagli)
- Vela (dettagli)
- Wushu (dettagli)

## Medagliere
| #      | Nazione             | Oro | Argento | Bronzo | Totale |
| ------ | ------------------- | --- | ------- | ------ | ------ |
| 1      | Cina                | 150 | 84      | 84     | 308    |
| 2      | Corea del Sud       | 96  | 80      | 84     | 260    |
| 3      | Giappone            | 44  | 74      | 72     | 190    |
| 4      | Kazakistan          | 20  | 26      | 30     | 76     |
| 5      | Uzbekistan          | 15  | 12      | 24     | 51     |
| 6      | Thailandia          | 14  | 19      | 10     | 43     |
| 7      | Taipei cinese       | 10  | 17      | 25     | 52     |
| 8      | India               | 10  | 12      | 13     | 35     |
| 9      | Corea del Nord      | 9   | 11      | 13     | 33     |
| 10     | Iran                | 8   | 14      | 14     | 36     |
| 11     | Arabia Saudita      | 7   | 1       | 1      | 9      |
| 12     | Malaysia            | 6   | 8       | 16     | 30     |
| 13     | Singapore           | 5   | 2       | 10     | 17     |
| 14     | Indonesia           | 4   | 7       | 12     | 23     |
| 15     | Vietnam             | 4   | 7       | 7      | 18     |
| 16     | Hong Kong           | 4   | 6       | 11     | 21     |
| 17     | Qatar               | 4   | 5       | 8      | 17     |
| 18     | Filippine           | 3   | 7       | 16     | 26     |
| 19     | Bahrein             | 3   | 2       | 2      | 7      |
| 20     | Kirghizistan        | 2   | 4       | 6      | 12     |
| 21     | Kuwait              | 2   | 1       | 5      | 8      |
| 22     | Sri Lanka           | 2   | 1       | 3      | 6      |
| 23     | Pakistan            | 1   | 6       | 6      | 13     |
| 24     | Birmania            | 1   | 5       | 6      | 11     |
| 25     | Turkmenistan        | 1   | 2       | 1      | 5      |
| 26     | Mongolia            | 1   | 1       | 12     | 14     |
| 27     | Libano              | 1   | 0       | 0      | 1      |
| 28     | Tagikistan          | 0   | 2       | 4      | 6      |
| 29     | Macao               | 0   | 2       | 2      | 4      |
| 30     | Emirati Arabi Uniti | 0   | 2       | 1      | 3      |
| 31     | Bangladesh          | 0   | 1       | 0      | 1      |
| 32     | Nepal               | 0   | 0       | 3      | 3      |
| 32     | Siria               | 0   | 0       | 3      | 3      |
| 34     | Laos                | 0   | 0       | 2      | 2      |
| 34     | Giordania           | 0   | 0       | 2      | 2      |
| 36     | Afghanistan         | 0   | 0       | 1      | 1      |
| 36     | Brunei              | 0   | 0       | 1      | 1      |
| 36     | Palau               | 0   | 0       | 1      | 1      |
| 36     | Yemen               | 0   | 0       | 1      | 1      |
| Totale | Totale              | 427 | 421     | 502    | 1350   |